# Сходи Селарона
Сходи Селарона (порт. Escadaria Selarón ) — сходи заввишки 125 метрів, з 215 сходами, пам'ятка в Ріо-де-Жанейро, яку створив чилійський художник Хорхе Селарон (1947-2013). Офіційно сходи знані як вулиця Мануеля Карнейро. Вона веде з району Лапа до району Санта-Тереза.

## Історія
У 1980 Селарон переїхав до Ріо-де-Жанейро, оселився в не дуже престижному місці, в Лапі, в будинку на сходах. Він вирішив зробити з цих сходів витвір мистецтва.
У 1990 узявся за роботу. Він малював картинки, у примітивному стилі, на яких завжди зображалися вагітні жінки або він сам, також вагітний. Продаючи ці картинки за 10-20 реалів (тоді 5-10 доларів), купував на ці гроші плитку і в певному порядку, відповідно до своїх ідей, її укладав. Він розписував кахлі своїми малюнками та вписував їх у свою роботу. Сходи поступово здобували славу. Туристи з усього світу почали привозити йому плитку, тарілочки, він із задоволенням знаходив для них місце. Потягнулися журналісти та фотографи. Його сходи почали з'являтися на сторінках журналів та в передачах про подорожі. Він став знаменитістю. Але слава не псувала його. Селарон вставав на світанку сонця, починав свою роботу і працював доти, доки світла було достатньо. Йому нічого не потрібно було для себе. На ньому були незмінні червоні шорти, протягом 23 років його можна було щодня від світанку до заходу сонця зустріти на цих сходах. Можна було поговорити, він із задоволенням спілкувався із туристами. У міру завершення роботи ідея перетворювалася. Він присвятив свою роботу місту і казав, що вона закінчиться лише у день його смерті. Так і сталося, 10 січня 2013, його знайшли мертвим на сходах своїх сходів. Офіційна версія влади – самогубство.